# Škovec, Sevnica
Škovec je naselje v Občini Sevnica.